# Teodors
Teodors ist ein männlicher Vorname. Er ist die lettische Form des Namens Theodor.

## Namensträger
- Teodors Bļugers (* 1994), lettischer Eishockeyspieler
- Teodors Celms (1893–1989), deutsch-baltischer Philosoph und Hochschullehrer
- Teodors Grīnbergs (1870–1962), lettischer Pastor und Hochschullehrer
- Teodors Spāde (1891–1970), lettischer Marineoffizier
- Teodors Zaļkalns (1876–1972), lettischer Bildhauer